# 维纳斯带

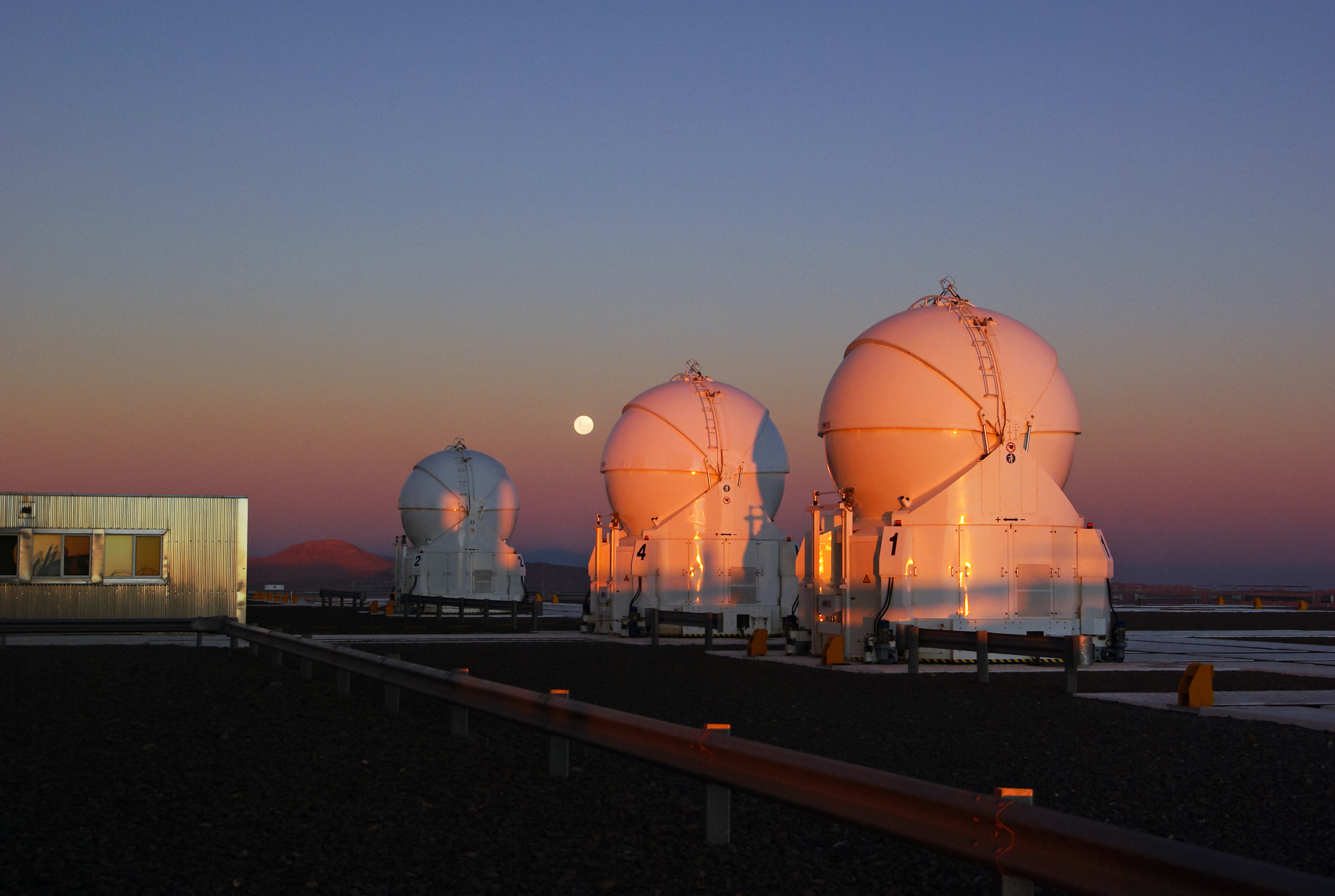
剛日落的智利帕瑞納天文臺。此影像是面向東邊拍攝，可見滿月正從粉紅色的維納斯帶升起，維納斯帶下方的藍灰色區域則為地影。

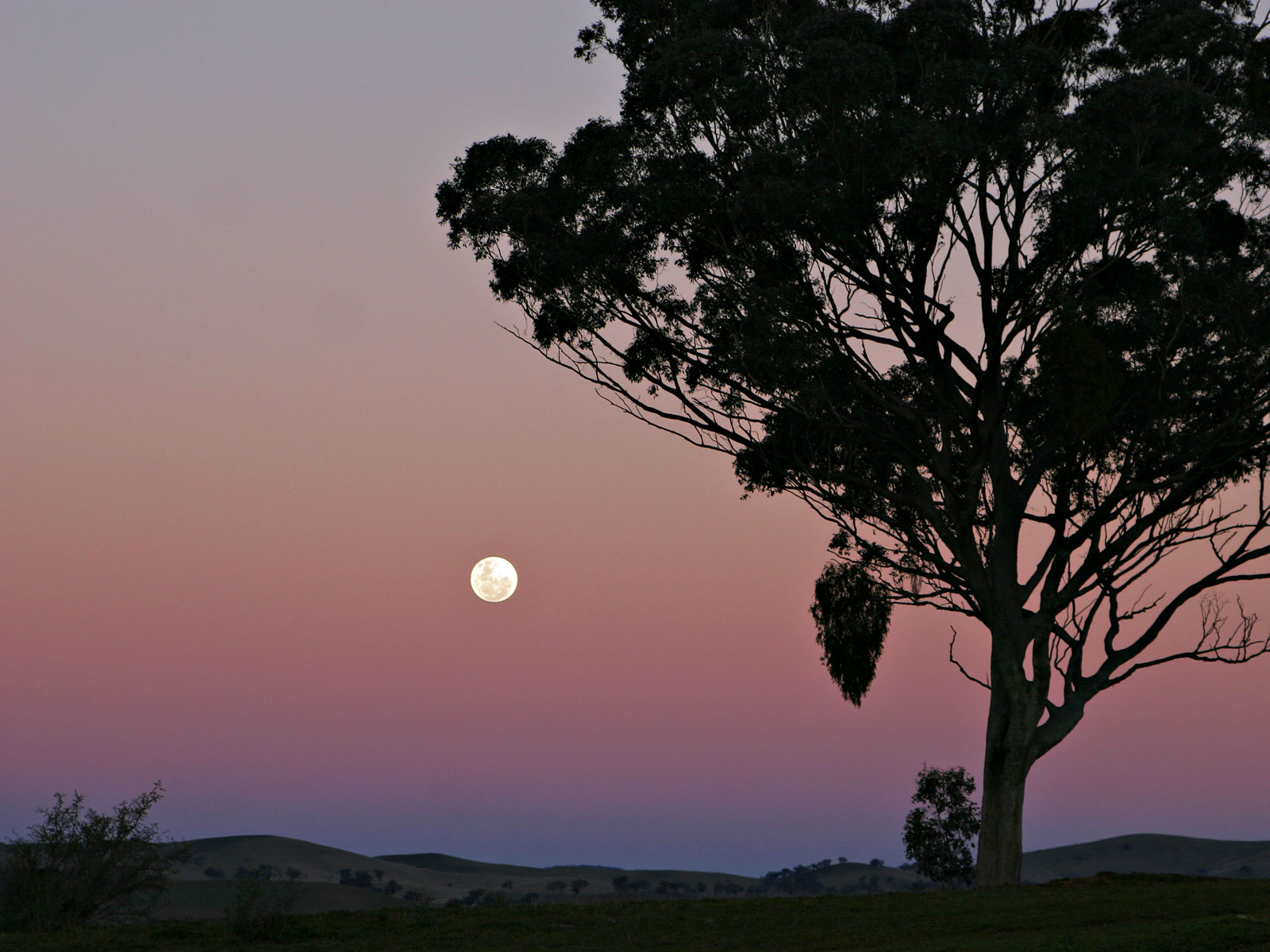
透過維納斯帶看到的滿月。請注意，滿月位於視場的中心附近，這意味著太陽幾乎就在相機正後方。

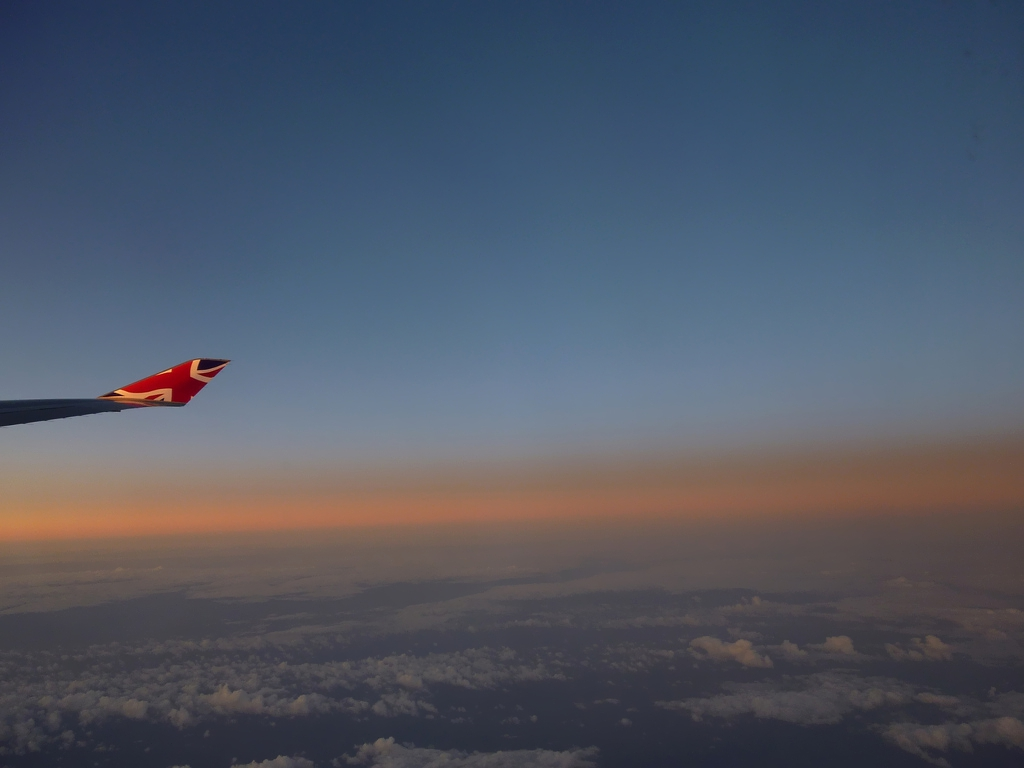
從13,000公尺（42,000英尺）高空的飛機上看到的維納斯帶。

黃昏中發展的維納斯帶。

維納斯帶（belt of Venus），也稱為金星帶、維納斯環、反曙暮光拱或反曙暮光，是在日出前或日落後不久的民用曙暮光期間可見的大氣現象。它是一種粉紅色的輝光，大致在圍繞著觀測者的地平線上方延伸10–20°。它看起來與也會反射陽光的餘輝相對。
在某種程度上，維納斯帶實際上是在反日點附近地平線上的高山輝之上。和高山輝一樣，變紅的陽光的後向散射也形成了金星帶。然而與高山輝不同的是，陽光由細小的粒子散射引起的帶玫瑰色拱帶照射在較高的大氣中，並在日落後或日出前持續一段時間。
隨著曙暮的進展，拱帶與地平線被地影的暗帶或「曙暮楔」隔開。粉紅色的輝光是由於太陽升起前或落下後的陽光經由瑞利散射，然後被顆粒後向散射。在月全食期間的「血月」上也可以看到類似的效果。由太陽系中行星際塵雲漫反射太陽光引起的黃道光和對日照也是類似的現象。
維納斯帶在冬季的幾個月裏可以觀察到具有鮮豔的粉紅色，而在夏季，維納斯帶在地平線附近的黃橙色帶上顯得褪色和暗淡。
這一現象的名字暗指古希臘女神阿芙蘿黛蒂（英語：Aphrodite）的「皮帶」，即腰帶或胸帶，習慣上等同於羅馬女神维纳斯。由於金星的最大離日度（太陽和太陽系天體之間的角距離）僅為45–48°，因此內側行星從未出現在與太陽衝（黃道經度相差180°）的方向上，因此金星從未位於金星帶內。
維納斯帶稱呼源於維多利亞時代（1837-1901年）的人看到天空中粉紅色光弧景色，覺得這種現象很有詩意，就像是愛神維那斯的腰帶因此就把這個景象稱為「維那斯帶」。其實與金星無關，只是金星的英文名是 Venus，所以此景象也稱為「金星帶」。

## 外部連結
- 2006年7月23日的每日一天文圖
- NASA Astronomy Picture of the Day: The Belt of Venus over the Valley of the Moon (23 July 2006)
- NASA Astronomy Picture of the Day: The Belt of Venus Over Mercedes, Argentina (scroll to right of image for best view) (7 February 2012)
- Shadow of Earth, Belt of Venus as seen over Half Dome, Yosemite National Park, displayed in an interactive panorama. Scroll to the very bottom of the post to view, after all other Yosemite panoramas. （页面存档备份，存于）